# Lemany (województwo pomorskie)
Lemany (dodatkowa nazwa w j. kaszub. Lémanë) – wieś kaszubska w Polsce położona w województwie pomorskim, w powiecie kartuskim, w gminie Sierakowice. 
Wieś na Pojezierzu Kaszubskim nad zachodnim brzegiem jeziora Gowidlińskiego. Wieś jest częścią składową sołectwa Gowidlino.
W latach 1975–1998 miejscowość administracyjnie należała do województwa gdańskiego.

## Z kart historii
Lemany nazwa niemiecka Lehmanni, w wieku XIX opisana jako wieś włościańska w powiecie kartuskim, nad Jeziorem Gowidlińskim, oddalona 4.5 mili od Kartuz. W przeszłości należała do starostwa mirachowskiego. W roku 1884 wieś posiadała 638  mórg obszaru, w tym jeziora 37  mórg. Gburów było we wsi 11, zagrodników 5. Ludności katolickiej 99 osób, ewangelickiej 57, 15 domów mieszkalnych. Parafia i szkoła w Gowidlino, poczta Sierakowice.
Od końca I wojny światowej wieś ponownie znajdowała się w granicach Polski (powiat kartuski). Do 1918 roku obowiązującą nazwą niemieckiej administracji dla Leman było Lehmanni. Podczas okupacji niemieckiej w 1942 r. nazwa Lehmanni została przez nazistowskich propagandystów niemieckich (w ramach szerokiej akcji odkaszubiania i odpolszczania nazw niemieckiego lebensraumu) zweryfikowana jako zbyt kaszubska i przemianowana na bardziej niemiecką - Lehmannsdorf.